# Brachyzapus unicarinatus
Brachyzapus unicarinatus är en stekelart som först beskrevs av Tohru Uchida och Setsuya Momoi 1958.  Brachyzapus unicarinatus ingår i släktet Brachyzapus och familjen brokparasitsteklar. Inga underarter finns listade.